# Christian Helmig
Christian Helmig (* 17. Mai 1981) ist ein ehemaliger luxemburgischer Radrennfahrer und nationaler Meister im Radsport.

## Sportliche Laufbahn
Helmig war im Straßenradsport und im Querfeldeinrennen (heutige Bezeichnung Cyclocross) sowie im Mountainbikesport aktiv. Von 2013 bis 2016 gewann er die luxemburgischen Meisterschaften im Querfeldeinrennen, 2012 wurde er Vizemeister hinter Gusty Bausch. Bei den Cyclocross-Weltmeisterschaften wurde er 2011 49., 2012 33., 2014 45., 2016 44. und 2017 60. 
Im Mountainbikesport holte er von 2013 bis 2016 mehrere nationale Titel.
Bei den Spielen der kleinen Staaten von Europa im Radsport gewann er 2013 die Bronzemedaille im Einzelzeitfahren. 2011 und 2012 gewann er die Meisterschaft im Straßenrennen der Elitefahrer ohne Vertrag. Nach der Weltmeisterschaft 2016 trat er vom Radsport zurück.